# Алдан (Португалия)
Алда́н (порт. Aldão) — район (фрегезия) в Португалии, входит в округ Брага. Является составной частью муниципалитета Гимарайнш. Находится в составе крупной городской агломерации Большое Минью. По старому административному делению входил в провинцию Минью. Входит в экономико-статистический субрегион Аве, который входит в Северный регион. Население составляет 918 человек на 2001 год. Занимает площадь 1,91 км².
Покровителем района считается Святой Мамеде (порт. São Mamede).